# Grjasowez
Grjasowez (russisch Грязовец) ist eine kleine Kreisstadt mit 15.528 Einwohnern (Stand 14. Oktober 2010) in der Oblast Wologda im Norden des europäischen Teils Russlands.

## Geographie
Grjasowez befindet sich rund 450 Kilometer nordöstlich von Moskau und 47 km südlich der Gebietshauptstadt Wologda am Flüsschen Rschawka aus dem Flusssystem der Wolga. Durch Grjasowez führt die russische Fernstraße M8. Die nächstgelegenen Städte sind neben Wologda Ljubim (64 km südöstlich von Grjasowez), Sokol (65 km nördlich) und Kadnikow (68 km nördlich).

## Geschichte
Grjasowez wurde erstmals am 17. Juni 1538 in einer Urkunde des 1497 gegründeten Klosters Korniljewo neben 12 weiteren Dörfern erwähnt. Im 17. und 18. Jahrhundert war das Dorf unter mehreren verschiedenen Namensvarianten (Grjasowizki, Grjasliwizy, Grjaszy und andere; allesamt abstammend vom altrussischen Begriff grjas für „Matsch“, „Sumpf“) als vergleichsweise wohlhabender Landwirtschafts- und Handelsort bekannt, nicht zuletzt aufgrund der Lage an einem Handelsweg nach Moskau und nach Sibirien.
1780 erhielt Grjasowez den Titel einer Stadt, und am 2. Oktober des gleichen Jahres wurde das Stadtwappen gesetzlich verankert. Mitte des 19. Jahrhunderts zählte die Stadt knapp 3000 Einwohner und hatte bereits erste Industriebetriebe, darunter vor allem Farbenmanufakturen. Sehr hoch entwickelt war auch die Landwirtschaft (vor allem Butter- und Käseherstellung sowie Leinanbau) und das Spitzhandwerk. 1872 wurde die Eisenbahnlinie Jaroslawl–Wologda (ursprünglich Schmalspurstrecke, später auf Breitspur umgebaut) eröffnet und Grjasowez erhielt einen Bahnhof. Dadurch konnte sich der Handel im Ort weiterentwickeln.
Nach der Oktoberrevolution 1917 verlor Grjasowez die vormalige Bedeutung für den Handel, stattdessen entstanden neue Industriebetriebe und Infrastruktureinrichtungen, so unter anderem in den 1920er-Jahren das erste Kraftwerk der Stadt.
In einem aufgelösten Kloster bei Grjasowez wurde Ende 1939 ein Kriegsgefangenenlager eingerichtet, das die Geheimpolizei NKWD führte. Hierhin wurden im Frühsommer 1940 rund 400 polnische Offiziere deportiert, die zuvor in den NKWD-Sonderlagern Koselsk, Ostaschkow und Starobelsk interniert waren. Sie waren die einzigen Überlebenden des Massakers von Katyn und der gleichzeitig durchgeführten Massenexekutionen von Charkow und Kalinin. Unter ihnen befand sich der Maler und Schriftsteller Józef Czapski; er schrieb im Lager auf Papierfetzen einen Essay über Marcel Proust, der sechs Jahrzehnte später in mehreren Sprachen veröffentlicht wurde.
Seit 1942 bestand in der Stadt das Kriegsgefangenenlager 150 für deutsche Kriegsgefangene des Zweiten Weltkriegs.

### Bevölkerungsentwicklung
| Jahr | Einwohner |
| ---- | --------- |
| 1897 | 3.205     |
| 1939 | 8.124     |
| 1959 | 9.224     |
| 1970 | 11.640    |
| 1979 | 13.782    |
| 1989 | 16.424    |
| 2002 | 16.172    |
| 2010 | 15.528    |

Anmerkung: Volkszählungsdaten

## Wirtschaft
Grjasowez gilt bis heute als Zentrum für die Produktion von Butter und anderen Milchprodukten, wobei insbesondere die hier hergestellte „Wologdaer Butter“ einen guten Ruf in ganz Russland hat. Außerdem gibt es in der Stadt weitere Nahrungsmittelbetriebe und ein Holzwerk. In der Nähe von Grjasowez befindet sich ein wichtiger Knotenpunkt des Energiekonzerns Gazprom an der Erdgaspipeline nach Sankt Petersburg.

## Persönlichkeiten
- Ignati Brjantschaninow (1807–1867), orthodoxer Bischof; geboren nahe Grjasowez
- Wassili Obraszow (1849–1920), Arzt und Internist
- Lew Tschugajew (1873–1922), Chemiker; gestorben in Grjasowez